# Bionia tomentosa
Bionia tomentosa là một loài thực vật có hoa trong họ Đậu. Loài này được (Benth.) L.P. Queiroz mô tả khoa học đầu tiên năm 2008.